# アンドリュー・オモバミデレ
アンドリュー・アビオラ・オモバミデレ（Andrew Abiola Omobamidele, 2002年6月23日 - ）は、アイルランド・キルデア県リークスリップ出身のサッカー選手。アイルランド代表。リーグ・アン・RCストラスブール所属。ポジションはDF。

## クラブ経歴

### ノリッジ
2018年にノリッジ・シティFCと契約。同年にU-18ユースチームに登録され、10月にはU-23チームに昇格。2020-21シーズンはプレミアリーグ2で15試合に出場したところで、2020年12月23日にトップチーム昇格が決まり、プロ契約を締結。
2021年1月16日のEFLチャンピオンシップのカーディフ・シティFC戦でプロデビュー。以降出場機会を増やし、同年シーズンは9試合に出場。2部リーグ優勝を果たし、プレミアリーグ復帰に貢献した。
翌シーズンのプレミアリーグでは、10月のリーズ戦でのプロ初ゴールを含むリーグ戦5試合に出場するも、チームは1年で2部降格となった。
2023年4月のロザラム・ユナイテッド戦ではキャプテンとして出場し、弱冠20歳にしてクラブのキャプテンを務めた史上最年少の選手となった。

### ノッティンガム
2023年9月1日、プレミアリーグのノッティンガム・フォレストFCに2028年までの契約で移籍した。

### ストラスブール
2025年1月24日、RCストラスブールにレンタル移籍。6月24日に完全移籍となった。

## 代表歴
2019年からユース世代のアイルランド代表に招集され、同年にはUEFA U-17欧州選手権に出場。2021年5月にはフル代表に招集された。

## 人物
- 父はナイジェリア出身で、母はアイルランド人。[要出典]

## タイトル
ノリッジ・シティ
- EFLチャンピオンシップ : 1回（2020-21）